# Космачёв, Михаил Михайлович
Михаил Михайлович Космачёв (15 октября 1920, Новоладожский уезд, Петроградская губерния — 23 декабря 1944, Словакия) — Гвардии старший сержант Рабоче-крестьянской Красной Армии, участник Великой Отечественной войны, Герой Советского Союза (1945).

## Биография
Михаил Космачёв родился 14 октября 1919 года в деревне Юрцево Колчановской волости (ныне — часть села Колчаново, Волховский район Ленинградской области). В детстве переехал в посёлок Незаметный, впоследствии преобразованный в город Алдан Якутской АССР. После окончания семи классов школы работал слесарем-монтажником на электростанции.
В апреле 1942 года Космачёв был призван на службу в Рабоче-крестьянскую Красную Армию. С весны 1943 года — на фронтах Великой Отечественной войны. Участвовал в Курской битве и освобождении Украинской ССР. К августу 1944 года гвардии старший сержант Михаил Космачёв был младшим механиком-водителем танка «Т-34» 21-й гвардейской танковой бригады (5-го гвардейского танкового корпуса, 6-й гвардейской танковой армии, 2-го Украинского фронта). Отличился во время освобождения Румынии.
24-28 августа 1944 года экипаж Космачёва участвовал в боях за освобождение городов Бырлад, Фокшани и Бакэу, уничтожив 6 штурмовых орудий и большое количество солдат и офицеров противника. На своём танке Космачёв первым вышел к мосту через реку Сирет, уничтожил его охранение и артиллерийскую батарею противника, после чего удерживал мост до подхода основных сил.
23 декабря 1944 года Космачёв пропал без вести в районе населённого пункта Соколаш (Сакалош; ныне — Ипельски-Соколец на территории Словакии).

## Награды
Указом Президиума Верховного Совета СССР от 24 марта 1945 года за «образцовое выполнение заданий командования и проявленные мужество и героизм в боях с немецкими захватчиками» гвардии старший сержант Михаил Космачёв посмертно был удостоен высокого звания Героя Советского Союза. Также посмертно был награждён орденом Ленина.

## Память
В честь Космачёва в городе Алдане республики Саха (Якутия) названа улица.